# Ломагин, Кирилл Егорович
Кирилл Егорович Ломагин (24 мая 1933 — 6 апреля 2012) — удмуртский писатель, поэт и прозаик, сатирик, журналист. Член Союза журналистов СССР, Союза писателей СССР и России. Заслуженный работник культуры УАССР (1977), лауреат Всеудмуртской национальной премии имени Кузебая Герда (1999). Народный писатель Удмуртии (2009).

## Биография
Кирилл Ломагин родился в большой крестьянской семье деревни Сундуково Малопургинского района, Удмуртской автономной области. Сравнительно рано научился читать и писать, поэтому учёба давалась относительно легко, и за два года он окончил четыре класса местной начальной школы. Обучение продолжил в семилетней школе села Кечёво, располагавшегося в 7 км от дома, но в связи с возникшими в семье трудностями занятия пришлось прекратить. В течение нескольких военных лет работал наравне со взрослыми в колхозе: пастушил, пахал, бороновал, сеял. В 1947 году поступил учиться в Бурановскую семилетнюю школу, которую окончил в 1950 году с похвальной грамотой, и поступил в Ижевское педагогическое училище на школьное отделение. Именно здесь он стал писать свои первые сочинения, а также в качестве ответственного редактора вёл рукописный литературный журнал отделения.
В сентябре 1952 года со второго курса училища Кирилл Ломагин был призван в ряды Красной армии. Проходя военную службу на Тихоокеанском флоте, окончил вечернюю среднюю школу при Доме офицеров имени К. Е. Ворошилова гарнизона острова Русский. Во время прохождения военной службы  начал публиковаться в газете «Советской Удмуртия». После демобилизации работал в Военном комиссариате Удмуртской АССР, а позднее — в Военном трибунале Ижевского военного гарнизона, одновременно с этим проходя заочное обучение на факультете механизации и электрификации Ижевского сельскохозяйственного института.
В 1961 году подающий надежды рабкор Ломагин был приглашён на работу в качестве литературного сотрудника в редакцию газеты «Советской Удмуртия». В марте 1963 года был переведён в Удмуртское книжное издательство и утверждён на должность старшего редактора отдела сельскохозяйственной литературы.
С 1966 по 1968 годы Кирилл Егорович проходил обучение в Москве в Высшей партийной школе при ЦК КПСС, ставшей по его собственному признанию его литературной школой: именно здесь он встретил известного удмуртского прозаика Семёна Самсоноваа, вместе с которым часто посещал Центральный Дом литераторов и встречался с Сергеем Михалковым, Расулом Гамзатовым, Сергеем Викуловым, Егором Исаевым, Сергеем Залыгин, Чингизом Айтматовым, Агнией Барто и другими мастерами пера, оставившими неизгладимые впечатления на писателя.
С 1968 года на протяжении более чем 20 лет Кирилл Ломагин заведовал отделами сельского хозяйства и культуры в редакции газеты «Советской Удмуртия». Кроме того, он являлся членом Союза журналистов СССР, членом редколлегии и заместителем секретаря, а позже секретарём парторганизации газеты «Советской Удмуртия», членом редколлегии журнала «Молот» — органа Союза писателей УАССР. Статьи и заметки Кирилла Егоровича печатались в республиканских и центральных периодических изданиях, в том числе в журнале «Журналист», он являлся внештатным корреспондентом по УАССР газеты «Сельская жизнь». С 1993 по 1996 годы работал корреспондентом газеты «Удмурт дунне».

## Творчество
Первая книга лирических и сатирических произведений Кирилла Ломагина «Тылсиос но вужеръёс» (в переводе с удм. — «Лучи и тени») вышла в свет в 1964 году в издательстве «Удмуртия». Лучшие сатирические произведения автора, в числе которых иронические диалоги, басни и фельетоны, вошли в сборник «Шӧкычен кенешыса» (с удм. — «Советуясь с Шӧкычом»). В сборнике стихов «Кошкиськом революцие» (с удм. — «Идём в революцию») Ломагин обращается к прошлому удмуртского народа.
Для прозы Ломагина характерны публицистичность, ясность изложения, динамичность развития сюжета, драматизм. Многие его очерки и рассказы остро психологичны. Богатый опыт деятельности в журналистике, знание жизни людей и их роли на земле помогли писателю метко, без излишнего пафоса осветить в своих произведениях труд простого сельского жителя.
Часть произведений Кирилла Егоровича была переведена на русский, молдавский, марийский, татарский языки.

## Награды
За заслуги в области культуры и литературы Кирилл Егорович Ломагин был удостоен ордена Дружбы народов, Почётными грамотами Президиума Верховного Совета УАССР и Президиума Верховного Совета Удмуртской Республики, Почётной грамотой Министерства культуры УАССР, Дипломом правления Союза журналистов УАССР. В 1977 году ему было присвоено звание «Заслуженный работник культуры УАССР», а в 1999 — присуждена Национальная премия имени Кузебая Герда.
В 2003 году Удмуртский республиканский Совет ветеранов войны и труда ходатайствовал перед правлением Союза писателей Удмуртской Республики о присвоении Кириллу Ломагину почётного звания «Народный писатель Удмуртии». В 2009 году звание писателю было присвоено.